# Грб Карачајево-Черкезије
Грб Карачајево-Черкезије је званични симбол једног од субјеката Руске федерације са статусом републике, Карачајево-Черкезије. Грб је званично усвојен 3. фебруара 1994. године.

## Опис грба
Грб Карачајево-Черкезије има кружни хералдички облик. Основни круг је плаве боје у коме се налази златни прстен. Изнад златног прстена је златни круг, симбол сунца. Унутар златног прстена је слика два бијела планинска врха - Елбруса. Плави круг је овичен Рододендрон зеленим листовима са бијелим сјенама. На дну грба је златни бокал без постоља.